# جمعیت پیشرفت و عدالت ایران اسلامی
جمعیت پیشرفت و عدالت ایران اسلامی یک حزب سیاسی نزدیک به محمدباقر قالیباف است. این حزب در سال ۱۳۸۷ تأسیس و مرتضی طلائی به عنوان دبیرکل آن انتخاب شد. بسیاری از اعضای ارشد آن در شهرداری تهران بوده‌اند.
در سال ۱۳۹۴ مرتضی طلائی از سمت دبیر کلی جمعیت کناره‌گیری کرد. پس از او حسین قربان‌زاده به مدت دو سال دبیرکل شد. از سال ۹۷ تا مرداد ۹۹ محسن پیرهادی (عضو هیئت رئیسه شورای شهر چهارم تهران و عضو هیئت رئیسه مجلس) سمت دبیر کلی این مجموعه را بر عهده داشت. جمعیت پیشرفت و عدالت ایران اسلامی از احزابی است که در گروه موسوم به جمنا (مجمع ملی جبهه مردمی نیروهای انقلاب اسلامی) شرکت داشته و از موتلفان این مجموعه محسوب می‌شود.
این گروه مسئولیت ادارهٔ فعالیت‌های انتخاباتی محمدباقر قالیباف در انتخابات ریاست جمهوری ۱۳۹۲ ایران را برعهده داشت.
در ۲۹ بهمن ۱۳۹۹، اعضای شورای مرکزی جمعیت پیشرفت و عدالت و بازرسان دوره چهارم به مدت سه سال انتخاب شدند. اعضای شورای مرکزی عبارتند از:
محسن پیرهادی، محمدسعید احدیان، محمد رشیدی، مجتبی توانگر، مهدی طغیانی، صدیف بدری، سید غنی نظری خانقاه، امیرقلی جعفری بروجنی، احد آزادیخواه، محمد سرگزی، حسین قربان‌زاده، ناصر امانی، مجتبی عبداللهی، هادی ذاکری، حسین اسماعیل‌بیگی، سید احمد علوی، کوروش گرجی، احسان عسکری، سید امین میرعلایی، قاسم یکله، سوده نجفی، الهه عطایی، مصطفی نباتی‌نژاد، سید سجاد سیفی، علیرضا شریفی، مصطفی هاشمی، امیر چیذری، میثم پیله‌فروش، محمد بحرینیان، محمدصالح مفتاح، داوود روستایی، محمدسعید خجسته، محبوبه نیاورانی، مصطفی صادقی.
همچنین در بخش بازرسان سیروس رضائی، مسیح قائم‌مقامی، حسن حسینی‌منش حائز اکثریت آراء شدند.
شورای مرکزی دوره چهارم محمدسعید احدیان را به عنوان دبیرکل، محسن پیرهادی را به عنوان رئیس شورای مرکزی و سید غنی نظری خانقاه را به عنوان سخنگو برگزید.

## شورای مرکزی دوره چهارم
چهارمین دوره این مجمع در تاریخ ۲۹ اسفند ۱۳۹۹ در سالن اجتماعات مسجد امام صادق با حضور چهره‌های سیاسی و برخی نمایندگان مجلس برگزار شد. اسامی منتخبان شورای مرکزی چهارمین مجمع عمومی جمعیت پیشرفت و عدالت ایران اسلامی به این شرح است:
محسن پیرهادی، محمدسعید احدیان، محمدصالح مفتاح، محمد رشیدی، مجتبی توانگر، مهدی طغیانی، صدیف بدری، سیدغنی نظری، امیر قلی جعفری، احد آزادیخواه، محمد سرگزی، عباس گودرزی، حسین قربان‌زاده، ناصر امانی، مجتبی عبداللهی، هادی ذاکری، حسین اسماعیل بیگی، سید احمد علوی، کوروش گرجی، احسان عسکری، سید امین میرعلایی، قاسم یکله، سوده نجفی، الهه عطایی، مصطفی نباتی‌نژاد، سید سجاد سیفی، علیرضا شریفی، مصطفی هاشمی، امیر چیذری، میثم پیله فروش، محمد بحرینیان، داوود روستایی، محمدسعید خجسته، محبوبه نیاورانی، مصطفی صادقی.

## شورای مرکزی دوره سوم
در انتخاباتی که در اسفند ماه سال ۱۳۹۶ برگزار شد ترکیب این حزب تعیین گردید که به مدت سه سال این مسئولیت را بر عهده داشتند.
اعضای شورای مرکزی منتخب در اسفند سال ۱۳۹۶ عبارتند از:
حسین قربان‌زاده، محسن پیرهادی، ابوالقاسم چیذری، فرشاد مهدی‌پور، غلامرضا قاسمیان، محمدسعید احدیان، محمدصالح مفتاح، علی شریفی، قاسم یکله، محمد دهقان، سوده نجفی، محمد رشیدی، سید امین میرعلایی، منوچهر رشادی، رضا شیران خراسانی، محمدرضا برزویی، احسان عسگری، محمدرضا اخضریان، رسول بابایی، میثم پیله‌فروش، سجاد نوروزی، مجتبی توانگر، سیدجواد حسینی آملی، سعید بهره‌مند و محمودرضا رضایی.
همچنین در بخش بازرسان آقایان مجتبی عبداللهی، ناصر امانی و هادی ذاکری انتخاب شدند. در این دوره از ابتدا محسن پیرهادی دبیرکل بود که از مرداد ماه ۱۳۹۹ محمدسعید احدیان به عنوان دبیرکل حزب انتخاب شد.

## اعضای شورای مرکزی دوره دوم
در انتخابات برای تشکیل دور دوم شورای مرکزی که در تاریخ ۳۰ تیرماه ۱۳۹۴ برگزار شد، اعضای شورای مرکزی به مدت دوسال انتخاب شدند و حسین قربانزاده به عنوان دبیرکل انتخاب شد. اعضای شورای مرکزی عبارتند از:
امیرحسین آل‌اسحاق، یوسف پورآذری، احمد تنگسیری، مرتضی جعفرپور، ابوالقاسم چیذری، علی حکمتی‌پور، محمدرضا خوش‌کیش، کمیل درویشی، علی دورانی، هادی ذاکری، منوچهر رشادی، مجید رفیعی، علیرضا شریفی، مهدی عباسعلی، سیدمازیار علوی، حسین قربان‌زاده، کمیل قیدرلو، مهدی مسکنی، عابد ملکی، مصطفی منتظرالمهدی و امین یاوری.
اسامی اعضای علی‌البدل نیز به‌شرح ذیل است:
مهدی نوروزی، محمد ابویی، قاسم یکله، جعفر کبیری و مؤیدی.
اسامی منتخبان بازرسی جمعیت پیشرفت و عدالت ایران اسلامی عبارتند از ناصر امانی، مهدی ذاکری و نادر نوروزی است.
اسامی اعضای علی‌البدل بازرسی هم عبارتند از سید محمود رضوی و سیدابوذر خضرایی افضلی.